# Györkös Péter (politikus)
Györkös Péter (Celldömölk, 1955. szeptember 20. –) magyar állatorvos, politikus, országgyűlési képviselő (Fidesz).

## Életpályája

### Iskolái
1962–1970 között a celldömölki I. számú Általános Iskolában tanult. 1970–1974 között a celldömölki Berzsenyi Dániel Gimnáziumba járt matematika-fizika szakra. 1974–1980 között az Állatorvostudományi Egyetem hallgatója volt.

### Pályafutása
1980–1984 között a mosonmagyaróvári Lajta-hansági Állami Tangazdaságban állatorvosként dolgozott. 1984-től a nagysimonyi Harcos Dózsa Mezőgazdasági Szövetkezetben állatorvosként tevékenykedett, 1987-től az igazgatótanács tagja és a helyi Sportegyesület elnöke.

### Politikai pályafutása
1990 óta önkormányzati képviselő. 1994-ben és 2002-ben országgyűlési képviselőjelölt volt. 1996 óta a Fidesz tagja. 1997–1999 között a Fidesz nagysimonyi szervezetének elnöke volt. 1998–2002 között országgyűlési képviselő (Vas megye) volt. 1998–2002 között a Mezőgazdasági bizottság tagja volt.

## Családja
Szülei: Györkös Péter és Hegedűs Margit. 1984-ben házasságot kötött Radó Máriával. Három gyermekük született: Judit (1985), Mária (1986) és Péter (1991).